# Ville-sur-Saulx
Ville-sur-Saulx és un municipi francès situat al departament del Mosa i a la regió del Gran Est. L'any 2007 tenia 306 habitants.

## Demografia

### Població
El 2007 la població de fet de Ville-sur-Saulx era de 306 persones. Hi havia 114 famílies, de les quals 24 eren unipersonals (16 homes vivint sols i 8 dones vivint soles), 41 parelles sense fills, 45 parelles amb fills i 4 famílies monoparentals amb fills.
La població ha evolucionat segons el següent gràfic:
Habitants censats

### Habitatges
El 2007 hi havia 136 habitatges, 117 eren l'habitatge principal de la família, 6 eren segones residències i 12 estaven desocupats. 135 eren cases i 1 era un apartament. Dels 117 habitatges principals, 109 estaven ocupats pels seus propietaris i 8 estaven llogats i ocupats pels llogaters; 2 tenien una cambra, 5 en tenien dues, 14 en tenien tres, 33 en tenien quatre i 63 en tenien cinc o més. 84 habitatges disposaven pel capbaix d'una plaça de pàrquing. A 38 habitatges hi havia un automòbil i a 59 n'hi havia dos o més.

### Piràmide de població
La piràmide de població per edats i sexe el 2009 era:
| Homes | Edats   | Dones |
| ----- | ------- | ----- |
| 0     | 95 o +  | 4     |
| 0     | 90 a 94 | 0     |
| 0     | 85 a 89 | 0     |
| 0     | 80 a 84 | 8     |
| 0     | 75 a 79 | 4     |
| 8     | 70 a 74 | 4     |
| 4     | 65 a 69 | 12    |
| 8     | 60 a 64 | 4     |
| 16    | 55 a 59 | 8     |
| 8     | 50 a 54 | 8     |
| 12    | 45 a 49 | 12    |
| 28    | 40 a 44 | 12    |
| 4     | 35 a 39 | 16    |
| 8     | 30 a 34 | 8     |
| 4     | 25 a 29 | 0     |
| 12    | 20 a 24 | 0     |
| 12    | 15 a 19 | 8     |
| 12    | 10 a 14 | 12    |
| 4     | 5 a 9   | 24    |
| 8     | 0 a 4   | 0     |

## Economia
El 2007 la població en edat de treballar era de 199 persones, 140 eren actives i 59 eren inactives. De les 140 persones actives 125 estaven ocupades (77 homes i 48 dones) i 15 estaven aturades (4 homes i 11 dones). De les 59 persones inactives 21 estaven jubilades, 17 estaven estudiant i 21 estaven classificades com a «altres inactius».

### Ingressos
El 2009 a Ville-sur-Saulx hi havia 129 unitats fiscals que integraven 319 persones, la mediana anual d'ingressos fiscals per persona era de 17.450 €.

### Activitats econòmiques
Dels 8 establiments que hi havia el 2007, 3 eren d'empreses de fabricació d'altres productes industrials, 3 d'empreses de construcció, 1 d'una empresa de comerç i reparació d'automòbils i 1 d'una empresa financera.
Els 2 serveis als particulars que hi havia el 2009 eren electricistes.

## Poblacions més properes
El següent diagrama mostra les poblacions més properes.